# アディソン・リッケ
アディソン・エリザベス・リッケ (Addison Elizabeth Riecke)は、アメリカ合衆国の女優。『超能力ファミリー サンダーマン』のノーラ役、および『The Beguiled/ビガイルド 欲望のめざめ』のマリー役などで知られる。

## 来歴
2004年1月26日、ルイジアナ州コヴィングトンで生まれる。
2012年、テレビドラマ『How To Live With Your Parents』でデビュー。翌年、ニコロデオンのシットコム『超能力ファミリー サンダーマン』のノーラ・サンダーマン役でブレイク。
2016年に映画『The Beguiled/ビガイルド 欲望のめざめ』でニコール・キッドマンと共演した。
2019年にジェネット・マッカーディのショートフィルム『Strong Independent Woman』で主役を演じた。同年、製作プロダクション「LA cov」を設立した。
2021年、自身のツイッターでニューヨーク大学の受験に合格したことを明かした。
2023年3月、『超能力ファミリー サンダーマン』のリバイバル映画『The Thundermans Return』に他のオリジナルキャストと共に出演することが発表された。

## 私生活
複数のインタビューで犬や猫が大好きだと話している。
また、2017年のインタビューでは自身は両利きであると語っている。
趣味としては読書、歌を歌うこと、書き物、ギターをひくことを挙げている。
2022年、2015年の舞台版『スクール・オブ・ロック』でフレディー役を演じたアーティスト、ダンテ・メルシーとの交際を自身のインスタグラムで明かした。
『超能力ファミリー サンダーマン』で共演したディエゴ・ベラスケスや、『A Girl Named Jo』で共演したジュール・ルブラン、ベラ・シェパードなどと交友がある。

## 主な出演作品

### テレビ番組
| 年          | 邦題 原題                                    | 役名                                 | 備考                                |
| ----------- | -------------------------------------------- | ------------------------------------ | ----------------------------------- |
| 2013        | How to live with your parents                | 女の子                               | エピソード 'How to have a Playdate' |
| 2013 - 2018 | 超能力ファミリー サンダーマンThe Thundermans | ノーラ・サンダーマン/Nora Thunderman | メインキャスト                      |
| 2013        | The Haunted Hathaways                        | Nora Thunderman                      | The Hunted Thundermans              |
| 2013        | Nickelodeon's Ultimate Haunted House         | 自身                                 |                                     |
| 2014        | Webheads                                     | 自身                                 |                                     |
| 2019        | Strong Independent Woman                     | Sophie                               | ショートフィルム                    |
| 2021        | Maddie                                       | Maddie                               | ショートフィルム                    |

### 映画
| 年   | 邦題 原題                                | 役名                                 | 備考           |
| ---- | ---------------------------------------- | ------------------------------------ | -------------- |
| 2017 | 「ビガイルド/欲望の目覚め」 The Beguiled | マリー Marie                         |                |
| 2018 | Banana Split                             | アグネス Agnes                       |                |
| 2023 | The Man in The White Van                 | ジョアンナ Joanna                    | 2023年公開予定 |
| 2023 | The Thundermans Return                   | ノーラ・サンダーマン Nora Thunderman | TBT            |

### ウェブ番組
| 年          | 邦題 原題       | 役名          | 備考           |
| ----------- | --------------- | ------------- | -------------- |
| 2018 - 2019 | A Girl Named Jo | Cathy Fitzroy | メインキャスト |